# 孟公綽
孟公绰（？—？），姬姓，中国春秋时期鲁国三桓孟氏族人。 
鲁襄公二十五年（前517年），齐国的崔杼率军进攻鲁国北境，报复孟孝伯上次进攻齐国。鲁襄公担心，派人报告晋国，孟公绰说：“崔子将有大志，不在困扰我国，一定很快回去，有什么可担心的？他来时不劫掠，使用百姓不严厉，和平时不同。”齐军空来了一趟而退兵。当年五月，崔杼弑杀齐庄公。
《论语·宪问》记载孔子说：“若臧武仲之知，公绰之不欲，卞庄子之勇，冉求之艺，文之以礼乐，亦可以为成人矣。”
《史记·仲尼弟子列传》记载：“孔子之所严事：于周则老子；于卫，蘧伯玉；于齐，晏平仲；于楚，老莱子；于郑，子产；于鲁，孟公绰。数称臧文仲、柳下惠、铜鞮伯华、介山子然。”